# Rudnik Zabukovica
Začetek rudarjenja v Zabukovici
Začetek rudarjenja v zabukoviškem premogovnem bazenu sega v zadnja desetletja 18.stoletja. Prva jamska mera je bila dodeljena že leta 1788. Z odkopavanjem rjavega premoga pa so pričeli 1799, na površinskih izdankih sloja. Domačini so premog uporabljali v tovarni galuna pri Sv.Neži, v keramični tovarni v Grižah in v opekarni Zabukovica, na trgu pa so ga predvsem kupovali celjski kupci.
Premogovnika Zabukovica in Liboje se združita
V letu 1948 se je premogovnik Zabukovica združil s premogovnikom Liboje. Rovni premog iz Liboj so prevažali s 3 km dolgo zračno žičnico na separacijo v Zabukovico. Iz Zabukovice so vozili premog po ozkotirni rudniški železnici na želežniško postajo Žalec.
Odkopano 3,2 miolijona ton premoga
Iz zabukoviške premogovne kadunje v Zabukovici so pridobili okrog 3,2 milijona ton kakovostnega rjavega premoga. Po drugi svetovni vojni se je proizvodnja premoga začela močno povečevati. Največ zaposlenih je bilo v letu 1954, ko je na delo hodilo 928 delavcev. Po tem letu je število zaposlenih začelo upadati vse do konca obratovanja, leta 1966
Predčasni konec obratovanja
Za nadaljnji obstoj rudnika so poleti leta 1966 začeli odpirati varnostni steber rudnika. Pri odpiranju je prišel močan vdor vode in blata. S tem je bila usoda rudnika zapečatena. 1.avgusta 1966 je rudnik prenehal obratovati. V premogovni kadunji je ostalo 4,4 milijona ton potencialnih C2 zalog premoga.
Vir: Jože Hribar in Breda Veber »Rudarska dediščina Zabukovica-Liboje«,2007